# Ben Bril
Barend ("Ben") Bril (Amszterdam, 1912. július 16. – Amszterdam, 2003. szeptember 11.) holland ökölvívó.

## Élete
Részt vett az 1928-as amszterdami olimpián. Az 1932-es nyári olimpián nem vehetett részt, mert a Holland Olimpiai Bizottságot a Holland Náci Párt egy tagja vezette. Ben az 1936-os berlini olimpiát bojkottálta.
1935-ben aranyérmet szerzett a Maccabi Játékokon. Hollandia német megszállásakor deportálták a bergen-belseni koncentrációs táborba. Négy fiútestvére és egy lánytestvére a holokauszt áldozata lett, Ben és öccse, Herrie túlélték a háborút. Herrie 1966-ban, Ben 2003-ban halt meg, 91 éves korában.
Ed van Opzeeland írta meg életrajzát, amelyet 2006 októberében adtak ki Ben Bril - Davidsster als Ereteken címmel.

## Fordítás
- Ez a szócikk részben vagy egészben  a   Ben Bril című angol Wikipédia-szócikk fordításán alapul.  Az eredeti cikk szerkesztőit annak laptörténete sorolja fel. Ez a jelzés csupán a megfogalmazás eredetét és a szerzői jogokat jelzi, nem szolgál a cikkben szereplő információk forrásmegjelöléseként.